# 夏日昌
夏日昌（17世紀—17世紀），字德旋，浙江嚴州府建德縣人，明末清初政治人物。

## 生平
夏日昌是崇禎十二年（1639年）己卯科浙江鄉試舉人，次年（1640年）中會試副榜，入清朝後授海康知縣，當時沿海流民失業，聚眾焚屋劫掠，他親自前往賊人巢穴招撫賊人首領楊二、楊三等數百人，給他們種植墾荒，地方得以安寧，不久他在任內病逝。

## 引用
1. 1 2  光緒《建德縣志·卷十二·人物》：夏日昌，字德旋，崇禎己卯舉人，庚辰會試副榜，康熙甲辰除廣東海康令；時海濱流民失業，羣聚焚劫，日昌親詣賊巢招撫渠魁楊二、楊三等數百人，給種墾荒，境賴以甯，尋病卒。 節康熙志